# Anoxycalyx laceratus
Anoxycalyx laceratus är en svampdjursart som beskrevs av Koltun 1967. Anoxycalyx laceratus ingår i släktet Anoxycalyx och familjen Rossellidae. Inga underarter finns listade i Catalogue of Life.